# Ernesto Gamarra
Ernesto Ramón Gamarra Olivares (Lima, 20 de febrero de 1948) es un abogado y político peruano. Fue congresista de la república por Lima durante dos períodos consecutivos, desde 1995 hasta el año 2001, y miembro del Congreso Constituyente Democrático de 1992. Fue también diputado en el periodo 1980-1985 y en 1990-1992.

## Biografía
Ernesto Gamarra nació el día 20 de febrero del año 1948 en la ciudad Lima, capital del Perú.
Realizó sus estudios escolares en el Colegio San Luis del distrito de Barranco y sus estudios profesionales en la Pontificia Universidad Católica del Perú, en la cual se graduó como abogado.
Está casado con la actriz Pilar Brescia.

## Carrera política

### Diputado por Lima
Ernesto Gamarra se inició en la política peruana como militante de Acción Popular, partido político del expresidente Fernando Belaúnde Terry, y en las elecciones parlamentarias del año 1980 postuló como diputado representante de la región Lima, la cual resultó elegido y fue juramentado para período parlamentario 1980-1985.
Durante su labor como diputado, fue presidente de la Comisión de Economía y Finanzas, así como miembro de las comisiones de Depredación de Recursos Marinos y de la comisión investigadora del Sistema de la Seguridad Social.
Culminando su gestión, Gamarra intentó su reelección en las elecciones generales de 1985, sin embargo, no resultó reelegido.
A fines de los años 80s, Ernesto Gamarra renunció a Acción Popular. Posteriormente en el año 1990 se afilió al Frente Independiente Moralizador, partido político fundado y liderado por Fernando Olivera, y postuló nuevamente como diputado en las elecciones de ese mismo año, obteniendo 7,096 votos y electo para el período 1990-1995.
Durante su período, fue presidente de la comisión de Transportes y Comunicaciones. Sin embargo el 5 de abril del año 1992, su cargo parlamentario fue interrumpido tras el autogolpe de estado decretado por el presidente Alberto Fujimori, en donde Gamarra fue opositor al régimen autoritario.

### Congresista Constituyente
Luego del cierre del Congreso, Fujimori convocó a elecciones constituyentes para 1992. En dichas elecciones, Gamarra fue elegido congresista constituyente por el Frente Independiente Moralizador, con 38,985 votos, para el período 1992-1995.

### Congresista de la República
En las elecciones parlamentarias de 1995, Gamarra volvió a postular al Congreso de la República y tuvo éxito para el periodo 1995-2000. Fue reelegido en las elecciones del año 2000, fue reelegido congresista por el Frente Independiente Moralizador, con 22,780 votos, para el período parlamentario 2000-2005.
Durante la tercera toma de mando de Alberto Fujimori, Gamarra se retiró del parlamento en protesta y participó en la Marcha de los Cuatro Suyos encabezada por Alejandro Toledo.
En noviembre del mismo, su periodo parlamentario fue reducido hasta el 2001 tras la renuncia de Alberto Fujimori a la presidencia de la república mediante un fax y la asunción de Valentín Paniagua como presidente interino.

## Problemas judiciales

### Vladivideo
El 22 de enero del 2001, luego de las publicaciones de los Vladideos, se hizo público otro Vladivideo en el que se ve a Gamarra reuniéndose con Luis Venero, testaferro de Vladimiro Montesinos, donde este le entrega 3 mil dólares para apoyar la campaña electoral de su esposa, la actriz Pilar Brescia quien postulaba a la alcaldía del distrito de Miraflores. Ante este hecho, Gamarra fue expulsado del Frente Independiente Moralizador.
En el parlamento, el congresista Manuel Masías de Somos Perú formuló una denuncia constitucional contra Gamarra por corrupción de funcionarios, abuso de autoridad en su modalidad de omisión de acto debido, y tráfico de influencias. De la misma manera, los congresistas Anel Townsend, Adolfo Amorín y Luis Chan Ching formularon denuncia constitucional por infracción a la Constitución Política y Reglamento del Congreso. Ante ello, se formó una subcomisión investigadora presidida por Henry Pease.
El 23 de enero del 2001, el Congreso de la República decidió suspender a Gamarra por 120 días con 78 votos a favor y 2 abstenciones.
En marzo de 2001, el abogado de la familia Venero declaró, ante la Subcomisión Investigadora del Congreso, que los hermanos Venero pagaron el crédito que el excongresista Gamarra obtuvo en el Banco de Comercio para comprar un departamento. La subcomisión, en sus conclusiones, recomendó el levantamiento del fuero parlamentario para que el Poder Judicial pueda enjuiciarlo. La Comisión Permanente del Congreso aprobó la acusación constitucional con 17 votos a favor y una abstención. El 19 de abril de 2001, el Pleno del Congreso decidió que existían elementos suficientes para presumir la comisión de los delitos de corrupción pasiva propia, tráfico de influencias y enriquecimiento ilícito.
Fue condenado a seis años de prisión efectiva en enero del 2003, que luego rebajaron a cinco, cuando el Congreso informó que no había hecho ningún trámite que pudiera ser calificado del tráfico de influencias del que se le acusó. Gamarra cumplió su condena en el año 2005.
Gamarra afirmó que esta situación fue una trampa de Vladimiro Montesinos y recordó que los tres vocales que lo condenaron fueron luego destituidos del Poder Judicial por delitos graves de soborno, acoso sexual y falsear tesis. Posteriormente Gamarra se integró al Partido Humanista Peruano.